# HRT 3
HRT 3 – trzeci program chorwackiej telewizji publicznej, będący własnością HRT powstały 13 września 2012 roku. Kanał ma charakter edukacyjny i w ramówce znajdują się głównie programy o kulturze, ale także filmy, powtórki seriali oraz filmy dokumentalne.